# Aranja grossa
L'aranja grossa o pomelo (Citrus maxima o Citrus grandis) és un cítric provinent de l'Àsia Sud-oriental.
L'escorça és força gruixuda i rabassuda, de color verd pàl·lid més o menys groguenc. La polpa pot ser d'un color verd translúcid semblant al de la llimona comuna, o també de color rosat.
És molt més gran que l'aranja comuna i d'un gust marcadament menys amarg. La membrana entre els grills però, és de consistència coriàcia i normalment cal pelar cada grill. L'escorça es fa servir a la cuina del sud de la Xina com a aromatitzant, com per exemple en les sopes dolces anomenades Tong sui.
A les Filipines l'aranja grossa és molt apreciada i es coneix amb el nom de suhâ o lukban. A Tailàndia es coneix com a som-oh (ส้มโอ) i normalment es menja acompanyat d'una barreja de sal, sucre i pebrot picant. La pampelmusa o aranja grossa es fa servir a la medicina aiurvèdica com a medicament.
Al Japó la pampelmusa es coneix amb el nom de buntan (文旦) o zabon (朱欒), noms que sembla que provenen del capità cantonès Sha Buntan (谢文旦) que introduí el conreu d'aquesta fruita al Japó durant l'era An'ei (1772-1781).
Al Carib aquesta fruita es coneix com a shaddock, el nom del capità anglès que la hi va introduir, provinent de la Península Malaia el segle xvii.

## Galeria

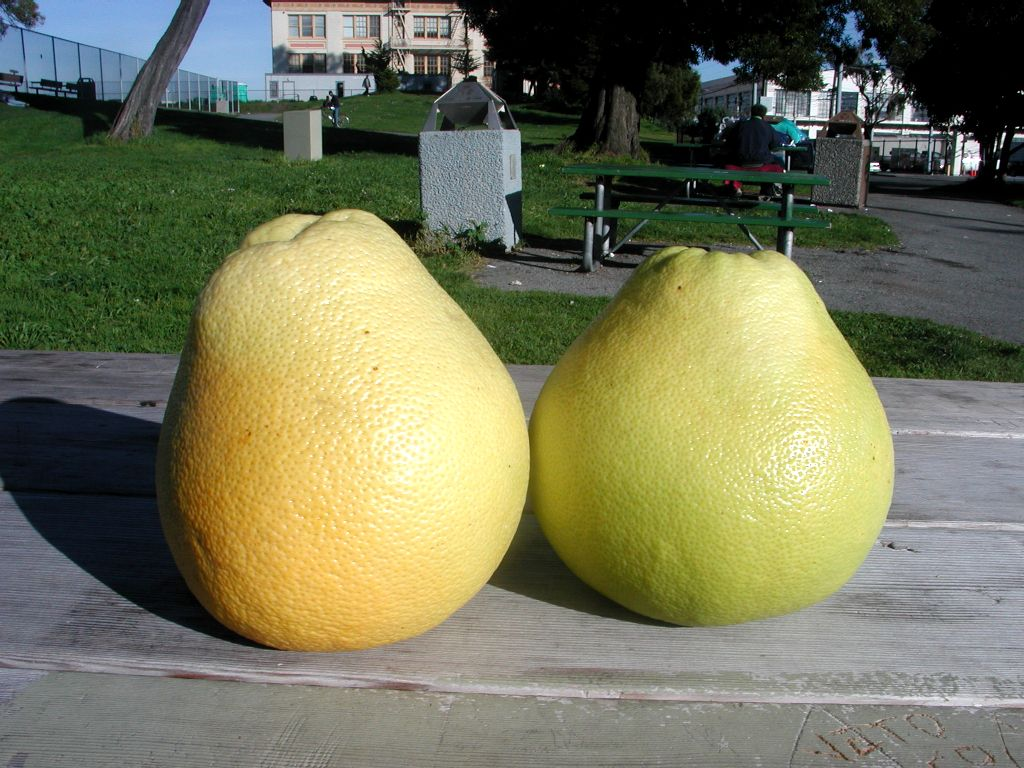
Pampelmuses o aranges grosses
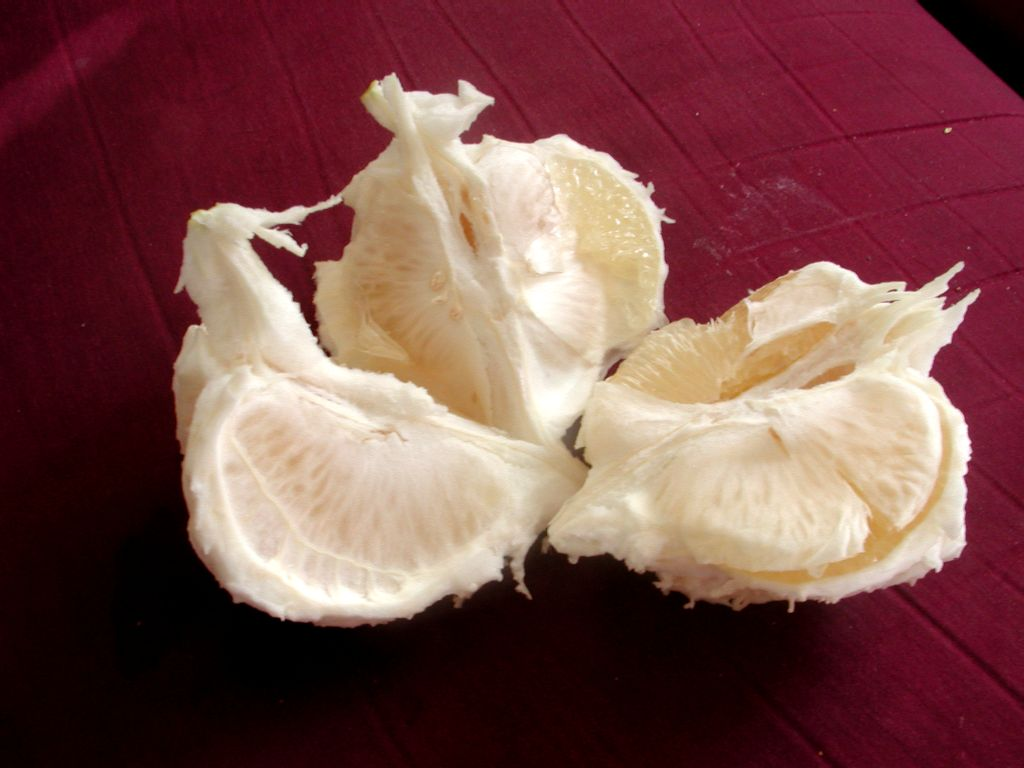
Aranja grossa oberta
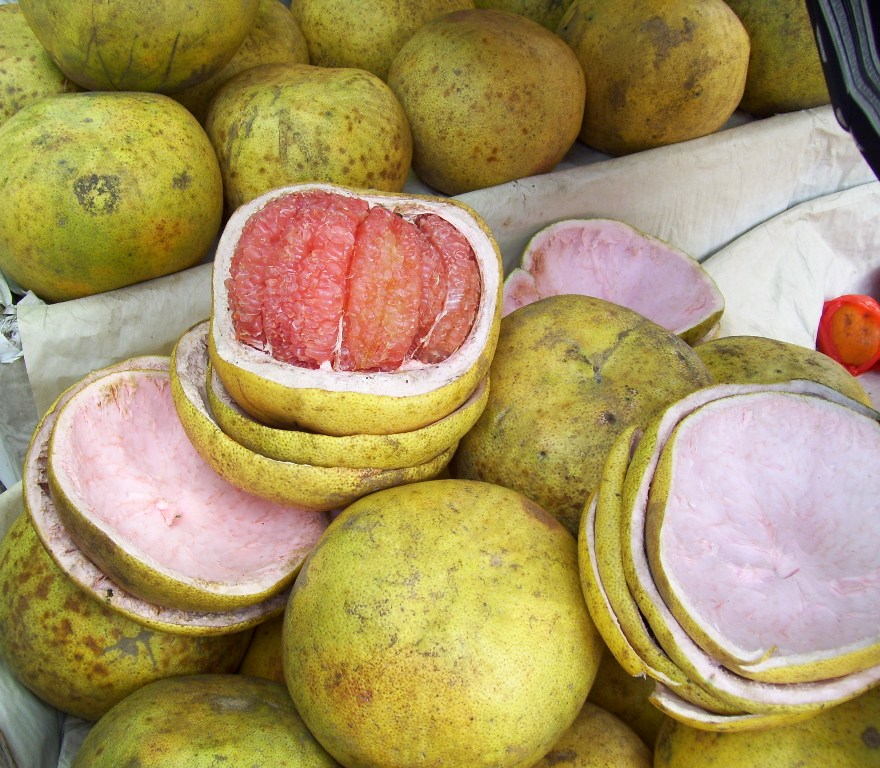
Varietat de polpa rosada
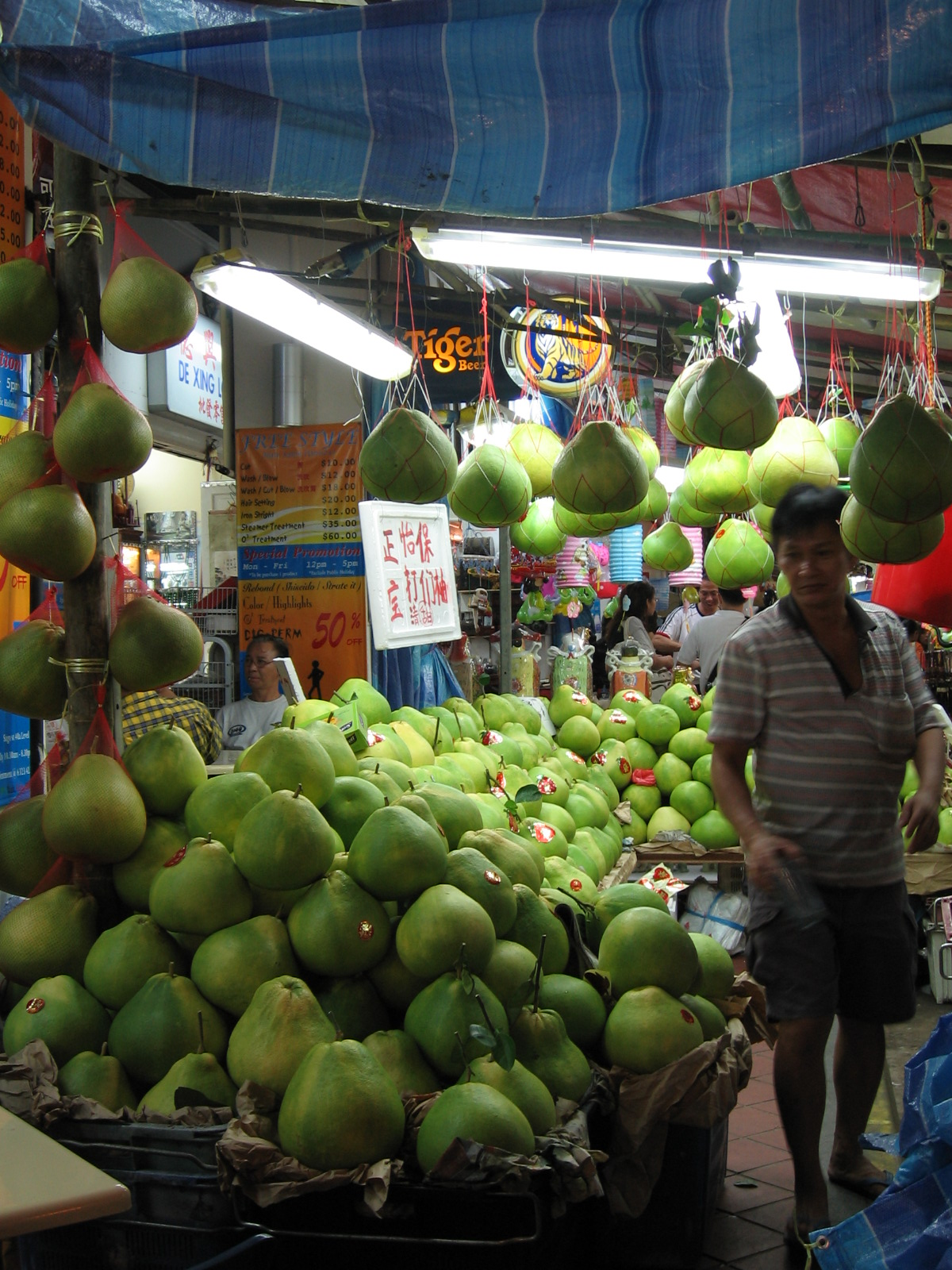
Mercat a la zona xinesa de Singapur
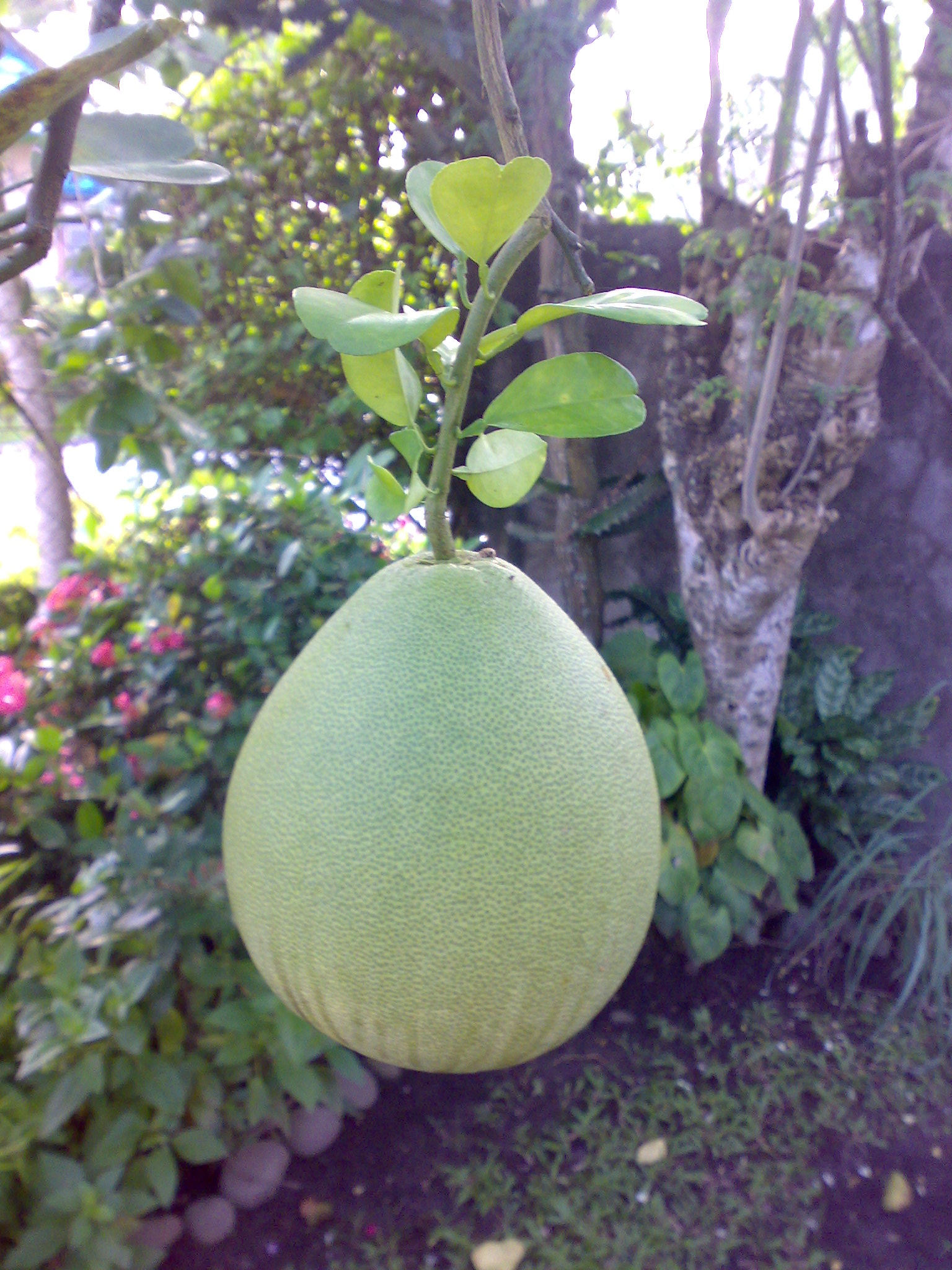
Fruit a les Filipines
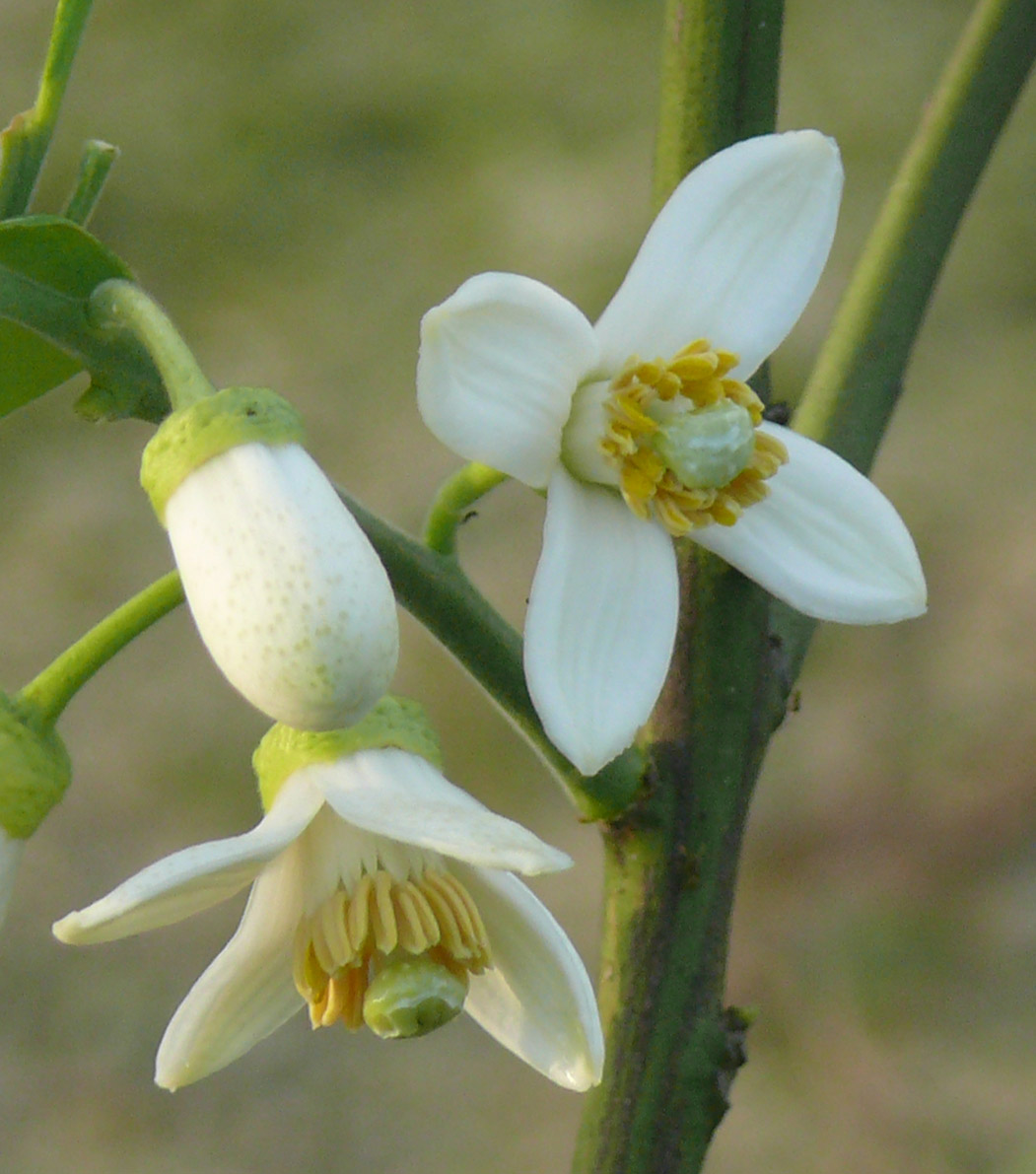
Flor de la pampelmusa